# اوژنبوه
اوژنبوه (به لهستانی:  Uziębły) یک روستا در لهستان است که در گمینا پاپروتنگا واقع شده‌است.